# К
Das Ka (К und к) ist ein Buchstabe des kyrillischen Alphabets. Er sieht dem lateinischen Großbuchstaben K ähnlich, sein Lautwert ist k (bzw. palatalisiert kʲ).
Im glagolitischen Alphabet gab es den Buchstaben Kako () mit einem Zahlenwert von 40 im glagolitischen Zahlensystem, der auf dem hebräischen Kaph basiert. Dieser Buchstabe wurde ins kyrillische Alphabet übernommen, aber an das Aussehen des griechischen Buchstabens Kappa angepasst. Der Zahlenwert des Buchstabens im kyrillischen Zahlensystem ist 20.

## Zeichenkodierung
| Standard  | Standard    | Majuskel К                 | Minuskel к               |
| --------- | ----------- | -------------------------- | ------------------------ |
| Unicode   | Codepoint   | U+041A                     | U+043A                   |
| Unicode   | Name        | CYRILLIC CAPITAL LETTER KA | CYRILLIC SMALL LETTER KA |
| UTF-8     | UTF-8       | D0 9A                      | D0 BA                    |
| XML/XHTML | dezimal     | &#1050;                    | &#1082;                  |
| XML/XHTML | hexadezimal | &#x041A;                   | &#x043A;                 |